# 石橋氏
石橋氏（いしばしし）は、日本の武家の姓のひとつ。
1. 甲斐、美濃、下野、三河、尾張、相模、武蔵、常陸などに石橋村がありこれらより起こる。源姓の石橋氏が最も有名である。現在千葉県、島根県、福岡県などに多い。
2. 清和源氏（甲斐源氏）米倉氏流。甲斐国八代郡小石和筋石橋村より起こる。→　石橋氏 (甲斐国)
3. 清和源氏足利氏流　以下で解説する。
4. 清和源氏義綱流。美濃国石橋より起こる。義綱の子の義仲を祖とする。→ 石橋氏 (美濃国)　また、義綱の七男の義直を祖とする。　→ 石橋氏 (河内国)
5. 宇多源氏佐々木氏流。真野定時の子の定範を祖とする。→ 石橋氏 (佐々木氏)

## 名字の由来
石橋の名を地名に由来するのものだとすると、『姓氏家系大辞典』などでは、下野国都賀郡石橋（現・栃木県下野市石橋）が和義の名字のもととなったと想定しているが、鎌倉期の足利家領三河国設楽郡（現・愛知県豊田市足助町石橋）にも石橋の地名があり、山城国葛野郡（現・京都府京都市中京区石橋町）にも石橋の地名があり、全国各地に石の橋に因んで存在しており、未だに由来が判然としない。いずれにしても、石橋氏の呼称は足利直義派宿老及び評定衆の筆頭にまで上り詰めたため、一家として名を表すことが必要だった事によるものであると考えられる。

## 源姓足利氏一門
足利泰氏の庶長子家氏の子広沢義利は上野国広沢郷を伝領し、広沢太郎を称した。その子の吉田義博は三河国吉田郷に移り住み、吉田三郎を称した。その子石橋和義は初め尾張、次いで石橋と称せられる。和義は足利尊氏に従い、多々良浜で敗れた尊氏が九州に下った際、備前国三石城の守備を任された。和義は脇屋義助に包囲されながらも城を守りきり、戦功を上げた。これにより、伯耆国、備後国、若狭国などの守護を歴任したほか官途奉行、引付頭人、評定衆などと幕府の重役を歴任した。しかし貞治2年（1363年）、又従兄弟である斯波高経と対立し、全役職を解かれて失脚してしまう。
また、足利政権から正式に守護に選ばれたのは、一族で和義が最初であったが、在国一年程度では国人の被官化には繋がらず、それが勢力を急速に落とした要因にもなっている。
貞治5年（1366年）、斯波高経が失脚すると将軍義詮は和義の子棟義を抜擢して奥州管領斯波直持と吉良貞経と協力して吉良治家を追討させた。棟義は治家を没落させた後も軍事指揮権を維持したまま、土着化する。さらに父和義も奥州に下向し、棟義の支配を助けた。盛んに安堵状を発給し、その量は奥州管領斯波詮持をも凌駕した。しかし至徳3年（1386年）を境に消息が途絶える。
塩松氏の伝承に拠れば、関東だけでなく奥羽まで管轄下に置くことになった鎌倉公方・足利氏満によって明徳3年（1392年）に宇都宮氏が塩松に入部してきたが、反発する奥州探題・大崎詮持が応永7年（1400年）に葛西満信らとともに宇都宮氏を追討。同氏が討った大崎氏は詮持の叔父・大崎持義を塩松持義として入部させる。数年後（十数年後とも）、持義も没してしまったため、同族に当たる石橋満博（棟義の子）が持義の女婿として入部したとされる。
その後正長・永享期には嫡流と思しき「石橋左衛門佐入道」が在京すると共に、正長元年（1428年）の『満済准后日記』に「奥篠河殿、並伊達蘆名白河懸田川俣塩松石橋也」と登場し、安達郡東方を分郡に塩松を名字とする庶流を分出していた。
この正長・永享期に吉良氏や渋川氏とともに、足利一門の名門 御一家として幕府内において一目置かれるようになる。御一家は守護大名衆の列からは外れていたものの、格式としては三管領よりも上と位置づけられた。
永享3年（1431年）には、かつて斯波義将が足利義満より着用を許された「絹直綴」の着用許可を石橋信乗が足利義教から認められたことを知った斯波義淳が激しく反発する騒ぎが起きている（『満済准后日記』）。これに対して石橋氏は斯波氏と同じ三管領の細川氏との関係を強めてこれに対抗している。また、長禄2年（1458年）に死去した関白二条持通の母が「石橋殿」と呼ばれていることから、信乗の姉妹であった可能性が高いとされる。信乗—祐義 —治義は将軍家から信任が厚く、二条家等と婚姻を結ぶことでその立場を維持することに成功した。その反面、守護大名になれなかった石橋氏は尾張国富田荘などのわずかな所領しか保持できず、公家や寺社の所領の押領を図って度々トラブルを起こしている。
しかし、明応の政変で足利将軍家が力を失うと、石橋氏も急速にその立場を弱めていき、明応9年（1500年）に京都の石橋邸を火災で失った（『和長卿記』明応9年7月28日条）後は、尾張に退かざるを得なくなった。その後、織田信長と対立して所領を奪われて没落し、最後の当主石橋忠義は追放後にキリシタンになったと伝えられている（『フロイス日本史』）。

### 略系図
```
足利泰氏
—
家氏
—
義利
—
義博
—
石橋和義
—
棟義
—
信乗（満博）
—
祐義
—
治義
—
房義
—
忠義
```

### 塩松石橋家
陸奥国安達郡塩松城に拠った塩松石橋家は、もともとは大崎氏の支族であったが、後に上記の下野石橋氏の系統となり、京都扶持衆として鎌倉府の奥州支配に対抗した。篠川御所足利満直は京都方であったので、京都との取次ぎ及び幕府の使者の応接は石橋氏が行っていた。鎌倉府が永享の乱で崩壊した直後の永享12年（1440年）に、満直は畠山満泰・二本松持重・石橋左近将監・石橋祐義・蘆名盛信・田村利政らに攻められて殺害されたとの説もあるが、塩松石橋家らの関与は疑問が呈されている（実際に篠川御所を弑したのは石川氏であろうと言われる）。いずれにせよ塩松石橋家は、篠川御所を廃した後、一地方国人として存続したと考えられる。この頃の事は国人衆の記述が多い『余目氏旧記』にも出てこない事を考えると、足利一門として大崎氏や最上氏と同列に認識されていたと思われ、塩松石橋家は高い家格を誇っていたこともわかる。享徳の乱では石橋義仲が奥州で活躍している。
戦国時代に入り伊達氏の後継争いから生じた天文の乱で石橋尚義は稙宗派として参戦したが、後に晴宗派に鞍替えしている。しかし、天文19年（1550年）に重臣の大内義綱に実権を奪われて、塩松城内に監禁され、永禄11年（1568年）には塩松城からも追放されてしまった。そして、天正5年（1577年）に尚義は失意のうちに死去したという。これによって塩松石橋家は滅亡した。

## 島根の石橋氏
戦国時代には、出雲国神門郡一窪田・吉野や石見国安濃郡太田北郷などに所領を持ちつつ、国人佐波氏の有力家人となり、雲州商人司に任ぜられた石橋氏の一族と思しき石橋源左衛門尉や石橋新左衛門尉が「島根石橋家」に登場する。

## 福岡の石橋氏(肥前石橋氏)
福岡県八女市の医師石橋正良宅に伝わる『石橋氏系図』によると、八女地方の石橋一族は、清和源氏と称した肥前出身の武士で豊後大友氏の支族である筑後国下田城主堤貞元の重臣石橋右衛門盛清（慶長6年没）が天正年間（1573年から1593年）に、筑後国生葉郡星野村に定住したのがはじまりである。医業は盛清の3代目にあたる作右衛門教清が寛永年間（1624年から1643年）に起こし、爾来、分家新立によって石橋医家の繁栄がもたらされた。森鷗外との「舞姫論争」など、明治の文芸評論家として注目を集めた弁護士石橋忍月はこの流れを汲む。